# 日高富川インターチェンジ
日高富川インターチェンジ（ひだかとみかわインターチェンジ）は、北海道沙流郡日高町字平賀（旧門別町）にある日高自動車道のインターチェンジ。
沙流郡平取町への最寄ICとなっている。

## 歴史
- 2006年（平成18年）3月19日：鵡川IC - 日高富川IC間（厚真門別道路）が開通[2]。
- 2012年（平成24年）3月17日：日高富川IC - 日高門別IC間（門別厚賀道路）が開通[3]。

## 周辺
- ローソン日高富川インター前店 - 駐車場に電気自動車充電スタンドがある。

周辺はサラブレッドの生産地で、牧場や関連施設が多い。
- 門別競馬場
  - J-PLACE門別
- ファンタストクラブ
- ダーレー・ジャパン・ファーム（ダーレー・ジャパン）
- ブリーダーズ・スタリオン・ステーション
  - ジャパンブリーダーズカップ協会
- オリオンファーム
- 下河辺牧場
- ヤナガワ牧場
- 槇本牧場
- スタリオンステーション（シンボリ牧場）
- 沙流川
- 門別警察署
- 北海道日高乳業
- とねっこの湯（門別温泉）

## 接続する道路
- 直接接続
  - 国道237号

- 間接接続
  - 国道235号（一般道路）

## 隣
E63 日高自動車道（厚真門別道路 / 門別厚賀道路）
(5) 鵡川IC - (6) 日高富川IC - (7) 日高門別IC